# György Bessenyei

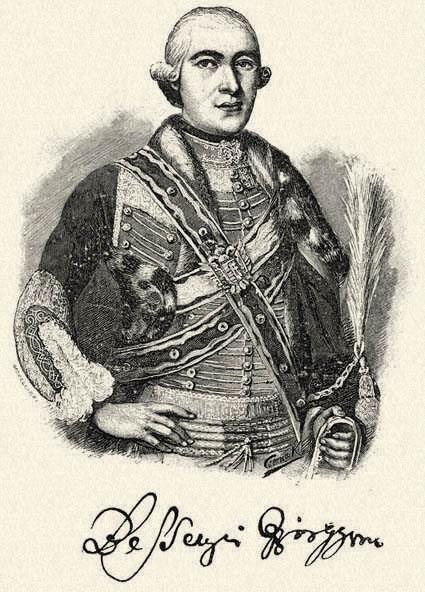
György Bessenyei

György Bessenyei (n. 1747, Brcel - d. 24 februarie 1811, Pusztakovácsi) a fost un scriitor și poet maghiar.
György Bessenyei a studiat lucrările lui William Shakespeare, dar și ale lui Young și John Milton.
Prima lucrare publicată de György Bessenyei a fost o traducere (din limba franceză) a lucrării Essay on Man de poetul englez Alexander Pope, în 1772. În general, toate lucrările lui Bessenyei au avut un scop didactic.

## Scrieri[10]
- Agis Tragediaja (Tragedia lui Agis) (1772)
- Laszlo Hunyadi (1772)
- A Philosophus (Filozoful) (1777)
- Tarimenes Utazasa (Călătoriile lui Tarimenes) (1804)